# یوتوا-۶۶
یوتوا-۶۶ (به انگلیسی: Utva_66) یک هواگرد ملخ‌پیشین تک‌موتوره از نوع آموزشی نظامی ساخت شرکت UTVA است. هواگرد یوتوا-۶۶ نخستین پروازش را در ۱۹۶۶ میلادی انجام داد. در مجموع، تعداد ۱۳۰ فروند از این هواگرد ساخته شده‌است.
طراح این هواگرد، UTVA بود.